# Synodontis multipunctatus
Cá mèo cu gáy hay còn gọi là Cá mèo Cuckoo (Danh pháp khoa học: Synodontis multipunctatus) là một loài cá trong họ chúng có những đốm cườm trên thân giống như cườm của chim cu gáy nên được gọi là cá mèo cú gáy. Chúng hoạt động lanh lẹn cả ban ngày và ban đêm ở dưới tầng đáy bể. Vì vậy cá mèo cu gáy được chọn là loại cá nuôi ở tầng đáy trong các bể. Cá này sống ở hồ Tanganyika, châu Phi.
Cá mèo cu gáy là một loài ký sinh nuôi dưỡng. Chủ nuôi là cá Cichlid, một loài thuộc Họ Cá hoàng đế (Cá rô phi), có tập tính ủ trứng và bảo vệ con non trong miệng. Cá mèo cu gáy đẻ trứng lẫn vào trứng của chủ nuôi, và theo cách thức cạnh tranh trứng này nở trước khi trứng riêng của chủ nhà nở. Cá mèo cu gáy con ăn cá con cá chủ bên trong miệng của chủ nhà, có hiệu quả chiếm hầu như toàn bộ đầu tư của cha mẹ chủ nuôi.